# Urocystis bulbocodii
Urocystis bulbocodii är en svampart som beskrevs av Vánky 1975. Urocystis bulbocodii ingår i släktet Urocystis och familjen Urocystidaceae.   Inga underarter finns listade i Catalogue of Life.